# Ahmed Djebbour
Pour les articles homonymes, voir Djebbour.
Ahmed Djebbour, né le 24 juillet 1931 à Ténès en Algérie française et mort le 27 juin 2011 à Paris en France, est un homme politique français.

## Biographie
Ahmed Djebbour est le fils de Mammar Djebbour et de Aïcha Mokrane. Il a épousé Ghennia Ziane.
Commerçant, il est diplômé de la Médersa d'Alger et sous-lieutenant de réserve.
Proche de Jean-Marie Le Pen, ce dernier, alors secrétaire général du Front national des combattants, le présente en mars 1958  à une législative partielle organisée dans la deuxième circonscription de la Seine, à la suite du décès de Marcel Cachin, face à Alexis Thomas.
Le 26 juillet 1958 il est grièvement blessé de cinq balles, dans un café de la rue des Écoles à Paris, lors d'un attentat du Front de libération nationale (FLN). Une fois sorti de l'hôpital, Jean-Marie Le Pen l'emmène se reposer chez sa mère à La Trinité-sur-Mer.
En novembre 1958, lors des élections de la première législature de la Ve République, il fait partie de la liste « Algérie française » de Pierre Lagaillarde, avec comme colistiers René Vinciguerra et Mourad Kaouah. Les quatre sont élus députés d'Alger et rejoignent le groupe parlementaire Unité de la République,.
Ahmed Djebbour échappe par la suite à plusieurs attentats.
En octobre 1961, il s'élève contre les mesures, tel le  couvre-feu, qui visent les Nord-Africains, « par solidarité avec les travailleurs et non avec le FLN » ; il considère que ce sont des « mesures discriminatoires et vexatoires qui frappent aveuglément les pauvres travailleurs sans, pour autant, mettre un terme aux crimes du FLN »,.
Après la répression  des manifestations du 17 octobre 1961, il fait partie d'une mission d'information mandatée par la Commission des lois de l'Assemblée nationale, à laquelle  participent notamment Marcel Sammarcelli, président de la Commission des lois, André Chandernagor, André Mignot et Michel Junot, et destinée à s'assurer que les prisonniers « politiques » détenus dans les prisons ne sont pas maltraités,.
Le 18 mai 1962, il fait une déposition au procès de Raoul Salan et prend sa défense. Il estime que « le général Salan l'a protégé, a protégé sa famille et ses amis. »,.
La fin des mandats des députés d'Algérie intervient en juillet 1962, date de l'indépendance de l'Algérie.
Ahmed Djebbour a « toujours considéré que le FLN n'était pas le parti qu'il fallait à l'Algérie »,.
Après l'indépendance de l'Algérie, Ahmed Djebbour fait carrière à la COFACE au sein de laquelle il s’occupe spécialement de pays arabes. Il crée également avec Mourad Kaouah une association nationale d'aide aux Harkis, le Front national des rapatriés français de confession islamique (FNRFCI). Il en est le président jusqu'en 1974.
Il meurt le 27 juin 2011 dans le 15e arrondissement de Paris.

## Famille
Son frère ainé, Mammar Djebbour (1920-1944), soldat au 7e régiment de tirailleurs algériens (7e RTA), est « mort pour la France »  lors de la libération de Marseille le 26 août 1944.
En 1986, une de ses deux filles, Soraya Djebbour, présentée par le Front national, est la première femme musulmane élue au conseil régional d'Île-de-France,. Elle annonce cependant son départ du parti le 22 mai 1989, dénonçant un climat islamophobe, et cela trois heures avant l'émission de L'Heure de vérité qui avait pour invité Jean-Marie Le Pen, qui déclarera qu'il s'agissait d'un « petit coup politichien ». Son autre fille, Samia Lévy-Djebbour, est médecin.